# Distretto di Temeke
Il distretto di Temeke (formalmente Wilaya ya Temeke, in swahili) è il più meridionale dei tre distretti in cui è suddivisa amministrativamente la città-regione di Dar es Salaam, in Tanzania. Il distretto si affaccia a est sull'Oceano Indiano e confina a sud e a ovest con la Regione di Pwani. Al censimento del 2002, la popolazione del distretto era di 768.451 persone. La superficie del distretto è pari a 786.5 km².
La parte più vicina al centro comprende la circoscrizione (ward) di Kurasini, nota per il trafficatissimo e pittoresco porto e il grande mercato del pesce. Al distretto appartengono aree estremamente povere, come Mtoni. Nella parte più meridionale si trova la penisola di Kigamboni, divisa dal centro da un canale attraversabile solo traghetto (il Magogoni Creek), che con spiagge come Blue Beach costituisce una sorta di oasi naturale nel territorio di Dar.

## Circoscrizioni
Il distretto è suddiviso in 24 circoscrizioni (ward):
- Azimio
- Chamazi
- Chang'ombe
- Charambe
- Keko
- Kigamboni
- Kibada
- Kimbiji
- Kisarawe
- Kurasini
- Makangarawe
- Mbagala
- Miburani
- Mjimwema
- Mtoni
- Pemba Mnazi
- Sandali
- Somangira
- Tandika
- Temeke
- Toangoma
- Vijibweni
- Yombo Vituka